# Abrosoma guangxiensis
Abrosoma guangxiensis är en insektsart som först beskrevs av Chen, S.C. och Yun He He 1999.  Abrosoma guangxiensis ingår i släktet Abrosoma och familjen Aschiphasmatidae. Inga underarter finns listade i Catalogue of Life.